# 토론토 대도시권

토론토 대도시권

토론토 대도시권(영어: Greater Toronto Area, GTA)은 캐나다 내에서 가장 많은 인구를 가진 대도시권이다. 온타리오주의 토론토를 중심으로 구성되어 있다. 현재 인구는 6,417,516명이다.